# 太平洋潜泥蛤
太平洋潛泥蛤（學名：Panopea generosa），俗名象拔蚌，JBP，又名象牙蚌、皇帝蚌、女神蛤、肉蚌，是一种可食用蛤蜊，象拔蚌的壳一般长15-20厘米，但是其虹管可长达一米，形似象鼻，又大又多肉，因此被稱為「象拔蚌」。原產地在北美洲西海岸北太平洋沿海，當由尤以華盛頓州及溫哥華海岸盛產。
象拔蚌在蛤蜊中体积是相当大的，成年期之后其天敌很少，因此也是自然界的长寿物种，最長壽的紀錄是168歲。象拔蚌為一种受華人及日本人崇尚食用的高級海鮮。過往由於北美當地人並不吃象拔蚌，當地的象拔蚌生長狀況良好。自從於1970年代由香港新同樂魚翅酒家少東袁兆英先生把牠引進入香港售賣後，开始了商业捕捞。從此，很多美洲華裔移民開始捕食及出售。象拔蚌在亚洲食品市场很受欢迎，野生数量快速下降。當地的象拔蚌开始瀕臨絕種。现在已有很多来自人工养殖。人工养殖过程是否会破坏环境还有待观察。

## 特徵
象拔蚌一般生活在水溫為3－23℃的海域，以海水中的單細胞藻類為食，也可濾食沉積物和有機碎屑。象拔蚌首4年生長較快，1齡貝殼長5－6厘米，重36－40克；2齡貝殼長8－10厘米，重200-250克；3齡貝殼長10-12厘米，重400-500克；4齡貝殼長12－15厘米，重500-800克。隨著年齡增長，貝殼生長漸變緩慢，但軟體生長仍能繼續，壽命可達100多年。
象拔蚌每年繁殖季節是在4－7月。個體產卵量達1000－2000萬粒，產卵水溫為14－17℃。卵徑為82微米，受精卵經4－5天，發育成D形幼蟲（120－130微米）；10－12天發育成殼頂幼蟲（160－180微米）；30天左右幼蟲下沉，隨著變態，殼長達350－400微米。
象拔蚌的主要敵害是蟹、海星、蝸牛及鰈魚等魚類以及人為的濫捕，成貝棲居於海底，有較強的保護能力。
- 海鮮魚缸中的象拔蚌
- 象拔蚌